# Pat Finucane
Patrick Finucane (1949 – 12 de febrero de 1989) fue un abogado de Belfast asesinado por paramilitares lealistas. Su muerte fue uno de los hechos más controvertidos durante los Troubles en Irlanda del Norte. Finucane se hizo famoso gracias a su éxito durante los ochenta desafiando al Gobierno británico en muchos casos importantes que tenían que ver con los derechos humanos. Le dispararon catorce veces mientras almorzaba con sus tres hijos y su esposa, que resultó herida en el ataque. En septiembre de 2004, un informador de la Asociación en Defensa del Úlster (UDA), Ken Barrett, fue declarado culpable de su asesinato.
Dos investigaciones públicas concluyeron que ciertos elementos de las fuerzas de seguridad británicas conspiraron en el asesinato de Finucane y hubo destacadas peticiones para realizar una investigación oficial. Sin embargo, en octubre de 2011, se anunció que una investigación pública sería sustituida por una revisión bastante menos profunda. Esta, dirigida por el prominente abogado británico Desmond Lorenz de Silva, publicó un informe en diciembre de 2012 reconociendo que «las investigaciones habían fracasado de manera deliberada y abyecta bajo el mandato de sucesivos gobiernos»; con todo, la familia de Finucane calificó el informe de De Silva como una "farsa".

## Antecedentes
Nacido en una familia católica en 1949, Finucane era el mayor de siete hermanos, seis de ellos varones. Se graduó en 1973 en el Trinity College de Dublín. Uno de sus hermanos, John, un miembro del IRA Provisional, murió en un accidente de coche en Falls Road, Belfast, en 1972. Otro de ellos, Dermot, consiguió evitar ser extraditado desde la República de Irlanda a Irlanda del Norte por haber participado en la muerte de un funcionario de prisiones. Fue uno de los treinta y ocho reclusos que consiguieron fugarse de la Prisión de Maze en 1983. Su tercer hermano, Seamus, fue el novio de Mairead Farrell, una de los tres miembros del IRA que fueron abatidos a tiros por el SAS en Gibraltar, en marzo de 1988. Seamus fue el líder de una unidad del IRA en el oeste de Belfast antes de ser arrestado en 1976 junto a Bobby Sands y otros siete miembros del IRA, durante el intento de destruir una tienda de muebles en Balmoral, en el sur de Belfast. Fue sentenciado a catorce años de prisión. La esposa de Finucane, Geraldine, a la cual conoció en el Trinity College, es hija de protestantes de clase media. Tuvieron tres hijos.
El cliente más conocido de Pat Finucane fue Bobby Sands, miembro del IRA que se puso en huelga de hambre durante las protestas de la Prisión de Maze de 1981. También representó a otros huelguistas militantes del IRA y del Ejército Irlandés de Liberación Nacional que murieron durante las mismas. Entre ellos estaban Brian Gillen y la viuda de Gervaise McKerr, uno de los tres hombres que murieron bajo el fuego del RUC (RUC) en un incidente acaecido en 1982, bajo la supuesta política de las fuerzas de seguridad británicas, que tenían órdenes de "disparar a matar". En 1988 representó a Pat McGeown que fue acusado de estar vinculado con el asesinato de dos cabos del Ejército británico por el IRA Provisional. Finucane apareció en un dossier en poder de paramilitares lealistas junto a McGeown, en las afueras de la Corte de Crumlin Road.

## Asesinato
Finucane fue asesinado a tiros en su casa en Fortwilliam Drive, norte de Belfast, por Ken Barrett y otro hombre enmascarado, usando una pistola Browning Hi-Power de 9mm y un revólver .38, respectivamente. Recibió 14 disparos. Los dos hombres armados tumbaron la puerta con un mazo y entraron en la cocina donde Finucane comía con su familia. Inmediatamente le dispararon dos veces, haciéndole caer al suelo. Sobre él, y apuntando a su cara, el líder armado le disparó en doce ocasiones, a muy cercana distancia.
La esposa de Finucane, Geraldine, sufrió ligeras heridas durante el ataque el cual fue presenciado por sus tres hijos que permanecieron ocultos bajo la mesa. El Royal Ulster Constabulary inició de inmediato una investigación sobre el asesinato. El oficial superior al cargo de la Policía judicial fue el Detective Superintendente Alan Simpson, con despacho en la División D del RUC de Antrim Road. La investigación de Simpson duró seis semanas y más tarde afirmó que desde el principio, las otras agencias que investigaban el caso dieron muestra de muy poca inteligencia. Diversos grupos de derechos humanos tenían amplias sospechas de que el asesinato había sido perpetrado en complicidad con los oficiales del RUC y, en 2003, las investigaciones llevadas a cabo por Stevens, comisario del Gobierno británico, declararon que el asesinato fue ciertamente llevado a cabo con la colaboración de la policía en Irlanda del Norte.
La Asociación en Defensa del Úlster y los Luchadores por la Libertad del Úlster (UDA/UFF) anunciaron que mataron al abogado de 39 años porque era un oficial de alto rango dentro del IRA. La policía en sus pesquisas no encontró ninguna evidencia de tal hecho. Finucane representó a republicanos en muchos casos notorios, pero también trabajó para algunos lealistas. Varios miembros de su familia tenían vínculos con los republicanos, pero la misma familia negó rotundamente que Finucane fuera miembro del IRA. El informador Sean O'Callaghan afirmó que asistió a una reunión financiera del IRA celebrada en 1980 en Letterkenny. De acuerdo a su testimonio en ella estarían presentes Finucane y Gerry Adams. Sin embargo, tanto Finucane como Adams repetidamente negaron en todo momento su pertenencia al IRA.
En el caso de Finucane, tanto el RUC como el Informe Stevens concluyeron que no era miembro del IRA. Los republicanos criticaron duramente las palabras de O'Callaghan en su libro El informador y en posteriores artículos de periódicos. Una de las fuentes republicanas dijo que O'Callaghan «...se ha visto obligado a exagerar su antigua importancia en el IRA y a lanzar extravagantes acusaciones en contra de otros republicano«».

### Últimas investigaciones sobre el asesinato
En 1999, la tercera investigación de John Stevens en cuanto al alegato de colaboración entre las fuerzas de seguridad y los paramilitares lealistas concluyó que existió dicha complicidad en los asesinatos de Finucane y Brian Adam Lambert. Como resultado de las averiguaciones, el agente de la Rama Especial del RUC e intendente lealista William Stobie, miembro de la Asociación en Defensa del Úlster fue posteriormente acusado de facilitar una de las pistolas usadas para matar a Finucane, pero su juicio se vino abajo cuando aseguró que él había informado convenientemente acerca de estos hechos a sus responsables del RUC. El arma pertenecía a la UDA, la cual en ese momento era una organización legal de acuerdo a la ley británica. Otro de los sospechosos, Brian Nelson, era miembro de la Unidad de Investigación de las Fuerzas Armadas. Había proporcionado información acerca de la localización de Finucane, y confesó también haber alertado a sus superiores acerca del plan de acabar con él.
En el 2000, Amnistía Internacional pidió al entonces Secretario de Estado de Irlanda del Norte, Peter Mandelson, que abriera una investigación pública para esclarecer los eventos en torno a su muerte. Al año siguiente, y como resultado de las conversaciones de Weston Park, un juez canadiense retirado, Peter Cory, fue designado por los gobiernos británico e irlandés para investigar las acusaciones de colaboración entre el RUC, las fuerzas armadas británicas y el Gardaí para matar a Finucane, Robert Hamill y otros individuos que perdieron la vida durante los Troubles. Cory se pronunció en abril de 2004, y recomendó que se levantara una investigación pública incluyendo el caso de Finucane.
En 2004, un expolicía, Ken Barrett, se declaró culpable del asesinato de Finucane. Se le condenó después de que saliera a la luz una confesión grabada por la policía. Había estado extraviada desde 1991.
En junio de 2005, el que era Taoiseach irlandés en ese momento, Bertie Ahern, le confesó al enviado Especial del Gobierno de los Estados Unidos para Irlanda del Norte que "todo el mundo sabía" que el gobierno de Reino Unido estaba envuelto en el asesinato de Pat Finucane. El 17 de mayo de 2006, la Cámara de Representantes de los Estados Unidos aprobó una resolución pidiendo al Gobierno británico que iniciara una investigación pública e independiente de la muerte de Finucane.

#### Investigaciones públicas iniciales
El gobierno británico anunció una investigación pública en 2007, pero lo hizo bajo el Decreto de Investigaciones de 2005, que le otorgaba potestad para evadir el escrutinio de las acciones llevadas a cabo por parte del Estado. La familia de Finucane criticó esta remisión y anunció que no prestaría su ayuda. El juez Peter Cory también criticó duramente dicha ley. Amnistía Internacional ha reiterado la necesidad de una investigación independiente, y ha pedido a los miembros de la judicatura británica que no sirvan a los intereses de la investigación mientras esta se ejecute bajo los términos del Decreto de 2005.
Geraldine, viuda de Pat Finucane, ha escrito numerosas cartas a los jueces más prominentes de Gran Bretaña insistiendo en su petición, de igual modo, llevó a cabo una campaña publicitaria en el periódico The Times para captar la atención sobre este asunto. En junio de 2007, se comunicó que ningún policía ni militar fueron acusados de conexión con la muerte del abogado.
El 11 de octubre de 2011, varios miembros de la familia de Finucane se reunieron con el primer ministro David Cameron en Downing Street. Cameron les ofreció una disculpa oficial por la complicidad del Estado en la muerte de Pat Finucane. Tras la reunión, Michael, hijo de Finucane, confesó que él y su familia quedaron "verdaderamente estupefactos" cuando conocieron que la recomendación de Cory de llevar a cabo una investigación pública, habiendo sido aceptada por Tony Blair, acabó siendo desoída, y que en vez de eso se realizaría una revisión de los archivos de Stevens y Cory. La esposa de Finucane describió la propuesta como "poco menos que un insulto... una lamentable alternativa a medias tintas ante una verdadera investigación pública". 
Al día siguiente, fue el Secretario del Estado de Irlanda del Norte, Owen Paterson, el que dio la disculpa oficial de manera pública en la Cámara de los Comunes.

#### El informe De Silva
El 12 de diciembre de 2012 el Gobierno publicó el Informe Pat Finucane, los resultados de la investigación conducida por Sir Desmond de Silva. Documentaba la amplia evidencia de la colaboración del Estado con los lealistas armados, incluyendo la selección de objetivos, y concluyendo que «ha habido un obstinado y despreciable fracaso de los sucesivos gobiernos para proporcionar una política clara y el marco legal necesario para que las operaciones de los agentes encargados del caso se desarrollen dentro de la ley».
El primer ministro David Cameron reconoció unos estremecedores "niveles de complicidad" y emitió una disculpa. Sin embargo, la familia de Finucane denunció el informe como una "farsa" y una "supresión de la verdad" en la cual a ellos no se les permitía ninguna contribución. En mayo de 2013, documentos estatales fechados en 2011 desclasificados por las cortes revelaron que el exdirector de seguridad e inteligencia de David Cameron, Ciarán Martin, le había avisado de que varios miembros principales del gobierno de Margaret Thatcher podían haber estado al tanto de "un problema sistémico con los agentes lealistas", en el momento en que murió Pat Finucane, aun así, no se hizo nada al respecto.

## Póstumo
El despacho de Finucane, Madden & Finucane Abogados, dirigido por Peter Madden, continua actuando en favor de aquellos considerados víctimas de abusos por parte del Estado, o sus familiares supervivientes. El Centro Pat Finucane Centre (PFC), nombrado en su honor, es una entidad dedicada a los derechos humanos que actúa como lobby en Irlanda del Norte. Se dedica principalmente a casos de nacionalistas y republicanos erigiéndose en torno a unos valores basados en la no violencia y la fuerte convicción de que el conflicto en Irlanda del Norte viene dado en su esencia por la incapacidad del Gobierno de sostener el artículo 7 de la Declaración Universal de los Derechos Humanos, que declara la igualdad ante la ley.